# Новий Урал (Новокузнецький район)
Но́вий Ура́л (рос. Новый Урал) — селище у складі Новокузнецького району Кемеровської області, Росія. Входить до складу Загорського сільського поселення.
Стара назва — Новоурал.

## Населення
Населення — 12 осіб (2010; 15 у 2002).
Національний склад (станом на 2002 рік):
- росіяни — 93 %